# Campeonato Mundial de Patinaje de Velocidad sobre Hielo de 2008
El CII Campeonato Mundial de Patinaje de Velocidad sobre Hielo se celebró en Berlín (Alemania) del 9 al 10 de febrero de 2008 bajo la organización de la Unión Internacional de Patinaje sobre Hielo (ISU) y la Federación Alemana de Patinaje sobre Hielo.
Las competiciones se efectuaron en la pista de hielo del Sportforum de la capital alemana. 
Patinaje de velocidad en pista corta es una forma de patinaje de velocidad sobre hielo competitivo. En las competiciones, varios patinadores (típicamente entre cuatro y seis) patinan en una pista de hielo ovalada con una longitud de 111,111 metros (364,54 pies). La pista en sí tiene 60 metros (196,85 pies) de largo por 30 metros (98,43 pies) de ancho, que es del mismo tamaño que una pista de patinaje artístico de tamaño olímpico y una pista de hockey sobre hielo de tamaño internacional. Los deportes relacionados incluyen el patinaje de velocidad en pista larga y el patinaje de velocidad en línea.

## Resultados

### Masculino
| Evento                        | Oro                                       | Plata                                 | Bronce                                       |
| ----------------------------- | ----------------------------------------- | ------------------------------------- | -------------------------------------------- |
| 500 m (09.02)                 | Denny Morrison · Canadá · 35,81 s         | Shani Davis Estados Unidos 35,85 s    | Sven Kramer · Países Bajos · 36,22 s         |
| 1500 m (10.02)                | Shani Davis Estados Unidos 1:45,93        | Denny Morrison · Canadá · 1:45,98     | Yevgueni Lalenkov · Rusia · 1:46,39          |
| 5000 m (09.02)                | Sven Kramer · Países Bajos · 6:13,35      | Håvard Bøkko · Noruega · 6:17,64      | Chad Hedrick Estados Unidos 6:18,90          |
| 10 000 m (10.02)              | Sven Kramer · Países Bajos · 13:09,06     | Håvard Bøkko · Noruega · 13:10,87     | Wouter Olde Heuvel · Países Bajos · 13:20,97 |
| Clasificación general (10.02) | Sven Kramer · Países Bajos · 148,494 pts. | Håvard Bøkko · Noruega · 149,823 pts. | Shani Davis Estados Unidos 149,908 pts.      |

### Femenino
| Evento                        | Oro                                                | Plata                                         | Bronce                                        |
| ----------------------------- | -------------------------------------------------- | --------------------------------------------- | --------------------------------------------- |
| 500 m (09.02)                 | Christine Nesbitt · Canadá · 39,03 s               | Ireen Wüst · Países Bajos · 39,28 s           | Fei Wang China 39,57 s                        |
| 1500 m (10.02)                | Ireen Wüst · Países Bajos · 1:57,59                | Paulien van Deutekom · Países Bajos · 1:57,83 | Christine Nesbitt · Canadá · 1:58,57          |
| 3000 m (09.02)                | Paulien van Deutekom · Países Bajos · 4:03,33      | Martina Sáblíková · República Checa · 4:05,69 | Kristina Groves · Canadá · 4:06,36            |
| 5000 m (10.02)                | Martina Sáblíková · República Checa · 6:59,26      | Kristina Groves · Canadá · 7:06,22            | Paulien van Deutekom · Países Bajos · 7:07,10 |
| Clasificación general (10.02) | Paulien van Deutekom · Países Bajos · 162,191 pts. | Ireen Wüst · Países Bajos · 162,533 pts.      | Kristina Groves · Canadá · 162,878 pts.       |

## Medallero
- Solo se otorgan medallas en la clasificación general.

| Núm. | País           | Oro | Plata | Bronce | Total |
| ---- | -------------- | --- | ----- | ------ | ----- |
| 1    | Países Bajos   | 2   | 1     | 0      | 3     |
| 2    | Noruega        | 0   | 1     | 0      | 1     |
| 3    | Canadá         | 0   | 0     | 1      | 1     |
| 3    | Estados Unidos | 0   | 0     | 1      | 1     |
|      | TOTAL          | 2   | 2     | 2      | 6     |